# Кардиналност
Кардиналност неког скупа, у математици је мера „броја елемената тог скупа“.
Постоје два приступа кардиналности: један који непосредно упоређује скупове бијекцијама, инјекцијама и сурјекцијама, и други која користи кардиналне бројеве.

## Упоређивање скупова
За два скупа A и B кажемо да имају исту кардиналност 
ако постоји бијекција, тј. инјективна и сурјективна функција, 
са A на B.
На пример, скуп позитивних парних бројева  = {2, 4, 6, ...} и 
скуп природних бројева N имају исту кардиналност, 
пошто је функција {\displaystyle f(n)=2n} бијекција са  на .
Каже се да је кардиналност скупа A већа од кардиналности скупа B (или кардиналност скупа B је мања или једнака кардиналности скупа A) ако постоји инјективна функција са B у A. Каже се да је кардиналност скупа A строго већа од кардиналности скупа B ако је кардиналност скупа A већа или једнака од кардиналности скупа B, али кардиналност скупова A и B је различита, тј. ако постоји инјективна функција са B у A али не постоји бијективна функција са A на B. На пример, кардиналност скуп реалних бројева R је строго већа од кардиналности скупа природних бојева N, пошто је инклузивно пресликавање  :  →  инјективно, али се може доказати да не постоји бијекција са  на .